# مرض الثدي الكيسي الليفي
تغيرات الثدي الكيسية الليفية أو التهاب الثدي الكيسي المزمن هي تغيرات تصيب الثدي يصاحبها وجود تكيسات وألم بالثدي، وقد تزيد الأعراض في وقت معين خلال الدورة الشهرية بسبب التحفيز الهرموني،  وتُعتبر هذه التغيرات أمرا طبيعيا في الثدي، ولا ترتبط بالسرطان.
تشمل عوامل خطر الإصابة بتغيرات الثدي الكيسية الليفية كل من البلوغ المبكر، والإنجاب في سن متأخر والعقم، ويتضمن التشخيص استبعاد الإصابة بسرطان الثدي وتشمل تغيرات الثدي الكيسية الليفيه كل من الورم الغدي الليفي والتليف والورم الحليمي للثدي. 
تشمل وسائل التعامل مع تغيرات الثدي الكيسي الليفية كل من التثقيف الصحي بشأنها، والفحص الدوري للثدي، واستخدام حمالات صدر مناسبة، ومسكنات للألم إذا لزم الأمر. كما يُمكن أن يُستخدم عقار دانازول وتاموكسيفين لتخفيف الألم. وتشير التقديرات إلى أن ما يصل إلى 60 ٪ من النساء مصابات بتغيرات الثدي الكيسية الليفية. ويكون أكثر شيوعًا بين سن 30 و 50 عامًا.

## العلامات والأعراض
تتميز تغيرات الثدي الكيسية الليفية بظهور نسيج ليفي ونسيج حيوي متكتل مثل الحصى في الثدي، وتتميز هذه الكتلة بأنها ذات حافة ناعمة يسهل تحديدها، كما تكون هذه الكتلة حرة الحركة منفصلة عن التراكيب المجاورة، ويمكن أن تختفي هذه الكتلة بسبب وجود عدم استواء بالهيكل العام للثدي، ويشيع وجود هذه الكتلة في الأجزاء العلوية الخارجية من الثدي (بالقرب من الإبط)، لكنها قد توجد بأي مكان بالثدي، وقد تعاني النساء المصابات بالتغيرات الثدي الكيسية الليفية من الحكة والثقل والتورم والآلام المستمر أو المتقطعة أو عند اللمس أو الشعور بامتلاء الثدي.
تأخذ الأعراض نمطا دوريًا يرتبط ارتباطًا وثيقًا بالدورة الشهرية، وتبلغ الأعراض ذروتها في الأيام التي تسبق الحيض وتقل فيما عداها.

## الفيزيولوجيا المرضية

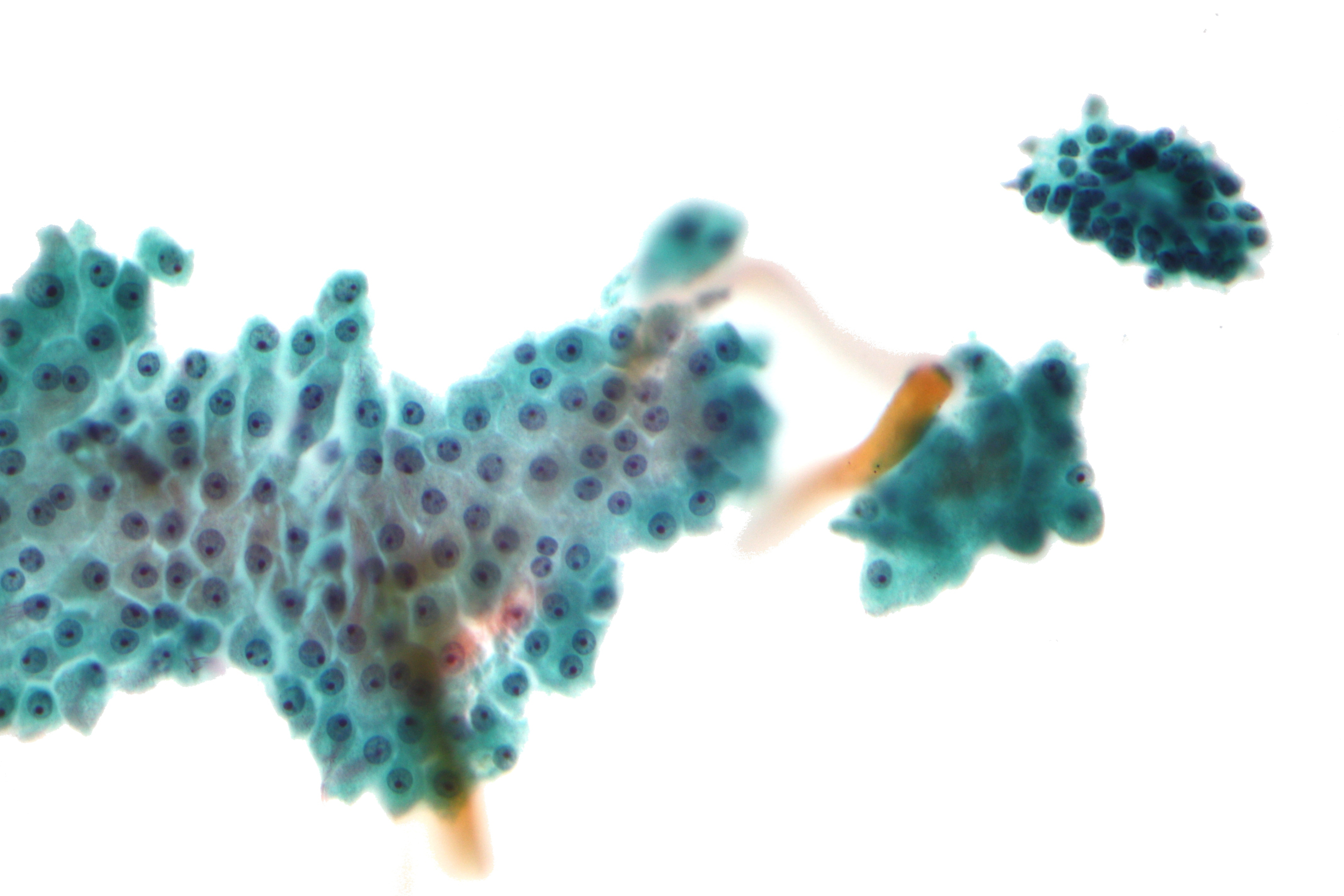
صورة مجهرية لخزعة توضح مفترزة الغدد الصماء المرتبطة بتغيرات الثدي الكيسية الليفية مصبوغة بصبغة بابابيكولا.

لو تحدد بعد الآلية الدقيقة لحدوث تغيرات الثدي الكيسية الليفية، لكنه من المعروف أنها مقترنة بتغير مستوى الهرمونات، ولذا فإن الأعراض ترتبط ارتباطًا وثيقًا بالدورة الشهرية وتقل عادة بعد سن اليأس، وقد لوحظ وجود بعض المصابات بهذه التغيرات بعد سن اليأس بسبب العلاج بالهرمونات البديلة ما يشير إلى أن الهرمونات تلعب دورًا رئيسيًا فيها.
تُمثل تغيرات الثدي الكيسية الليفية عملية تراكمية، ويتسبب فيها -بشكل جزئي- التباين الهرموني الطبيعي خلال الدورة الشهرية للمرأة. ومن أهم هذه الهرمونات: الإستروجين والبروجسترون والبرولاكتين.
حيث تؤثر هذه الهرمونات بشكل مباشر على أنسجة الثدي عن طريق التسبب في نمو الخلايا وتكاثرها. فيما تسبب هرمونات أخرى مثل الهرمون المنبه للغدة الدرقية والإنسولين وهرمون النمو وعوامل النمو مثل عامل النمو المحول بيتا في تأثيرات مباشرة وغير مباشرة عن طريق تضخيم أو تنظيم نمو الخلايا، ولذا فإن التقلبات الهرمونية المزمنة تؤدي في نهاية الأمر إلى ظهور كيسة الثدي وظهور مناطق من الأنسجة الكثيفة أو الليفية على مر السنين.
كما تُشير بعض الأدلة على أن نقص اليود يساهم في حدوث التغيرات الليفية الكيسية بالثدي من خلال تعزيز حساسية أنسجة الثدي لهرمون الإستروجين.    

## التشخبص
تشخيص تغيرات الثدي الكيسية الليفية هو تشخيص بالاستبعاد (أي بعد استبعاد الأمراض الأخرى)، ويمكن استخدام شفط سوائل الحلمة كطريقة لتصنيف نوع الكيس (وإلى حد ما يحسن التنبؤ بمخاطر الإصابة بسرطان الثدي) ولكنه نادرًا ما يستخدم في الممارسة. ونادرًا ما يتطلب الأمر عمل خزعة أو شفط بالإبرة الدقيقة.
يعتمد تشخيص تغيرات الثدي الكيسية الليفية في المقام الأول على الأعراض وفحص السريري للثدي والبدن بشكل عام، حيث يبحث الطبيب عن مناطق وجود أي تكتلات غير عادية بالثدي، كما يقوم بفحص الغدد الليمفاوية الموجودة في الإبط وأسفل الرقبة، ويعد التاريخ الطبي الكامل والدقيق مفيدًا أيضًا في عملية التشخيص، ومن ثم فإنه إذا كان التاريخ الطبي للمريض ونتائج الفحص متوافقة مع التغيرات الطبيعية في الثدي فإنه لا داعي لإجراء اختبارات إضافية في هذه الحالة؛ وسيُطلب من المريضة العودة بعد بضعة أسابيع لإعادة التقييم.

### الآشعة
يوجد عدد من الخيارات التي تساعد في تحديد ما إذا كانت الكتلة الموجودة بالثدي تغيرات كيسية أو لا، وتشمل هذه الخيارات كل من تصوير الثدي الشعاعي (الخيار الأول عادة)، والموجات فوق الصوتية، والتصوير بالرنين المغناطيسي، ويتم تصوير الثدي الشعاعي بسلسلة من صور الأشعة السينية لمناطق محددة في الثدي.
عادةً ما يتم إجراء التصوير بالموجات فوق الصوتية والتصوير بالرنين المغناطيسي جنبًا إلى جنب مع التصوير الشعاعي للثدي لأنها تنتج صورًا واضحة للثدي تميز بوضوح بين الكتل الصلبة وتكيسات الثدي المملوءة بالسوائل، ما يمكن من تقييم أنسجة الثدي بشكل أفضل؛ خاصة في المرضى الصغار الذين تقل أعمارهم عن 30 عامًا.

### الخزعة
تستخدم خزعة الثدي لتأكيد التشخيص المشتبه به، وذلك بعد إجراء الآشعة والكشف عن وجود تكتلات بالثدي. والخزعة عبارة عن أخذ عينة من أنسجة التكتلات الموجودة بالثدي، ليتم فحصها بعد ذلك من قبل أخصائي علم الأمراض تحت المجهر، ليحدد ما إذا كانت تغيرات الثدي حميدة أو خبيثة.
توجد أربعة طرق رئيسية لإجراء خزعة الثدي وتشمل: الإبرة الدقيقة، والإبرة اللبية، والخزعة التجسيمية، والدخول الجراحي. وتدخل اإبرة الخزعة بمساعدة الموجات فوق الصوتية التي توجه الإبرة نحو الكتل الصغيرة التي قد يصعب العثور عليها.

## العلاج
معظم النساء المصابات بتغيرات الثدي الكيسية الليفية لا يحتجن إلى علاج، لكن يُنصحن بالمتابعة الدائمة، ولا توجد استراتيجية علاج أو وقاية مقبولة على نطاق واسع لهذه الحالة، وعندما تكون الحالة مصحوبة بألم في الثدي فإنه يمكن اتباع نفس الإرشادات المتبعة في علاج آلام الثدي الدورية. ولا يزال هناك جدل حول ما إذا كانت حالات الثدي الحميدة تتحسن باستخدام حبوب منع الحمل و
العلاج بالهرمونات البديلة أم تزداد سوءًا.
أشارت دراسات على نطاق صغير إلى أن تغيرات الثدي الكيسية الليفية قد تتحسن بتعديل النظام الغذائي (خاصة عن طريق تقليل تناول الكافيين وما يرتبط به من ميثيل زانثين الموجود في الشوكولاتة أو الشاي) واستخدام المكملات الغذائية، كما أظهرت الأدلة الأولية آثارًا مفيدة لمكملات اليود في النساء المصابات.  

## المآل
تغيرات الثدي الكيسية الليفية عادة لا يصاحبها آثار جانبية ضارة، وتقل هذه التغيرات في جميع الحالات تقريبًا بعد انقطاع الطمث، وتنشأ المضاعفات المحتملة من حقيقة أن اكتشاف الأورام السرطانية قد يكون أكثر صعوبة لدى النساء المصابات بتغيرات الثدي الكيسية الليفية.

## علم الأوبئة
يتفاوت الانتشار التقديري لتغيرات الثدي الكيسية الليفية لدى النساء على مدار حياتهن بشكل كبير في الأدبيات، حيث يتراوح من 30 إلى 60٪  أو من 50 إلى 60٪  أو من 60 إلى 75٪ من النساء. 